# AKI (女性歌手)
AKI（あき、8月11日 - ）は、日本の女性歌手。音楽制作集団「I've」に所属していた。血液型はA型。

## 来歴
I'veの活動開始と同時に歌手デビュー。デビュー曲は1999年発表の「そよ風の行方」。同じくI've所属のKOTOKOとのユニット「KOTOKO TO AKI」としても活動していた。
この他、地元北海道のローカルバラエティ番組『いばらのもり』でナレーションを務めた（一部コーナーでは顔出し出演）。
2001年、体調不良のためにI'veを脱退した（I'veからの正式な発表はなかった）。2008年、『Visual Style』5月号の高瀬一矢のインタビューにおいて、体調不良によって入院していたことが明かされた。
2003年5月2日に発売されたPCゲーム『ALMA〜ずっとそばに…〜』付属のサウンドトラックCDに収録された「新しい恋のかたち」で一時復帰するも、以後の活動状況は不明である（この楽曲自体の製作時期も不明である）。

## 曲目リスト
日付は一般発表した日付（発売日）に基づく。

### ソロ
そよ風の行方
1999年8月27日　収録作品：regret
作詞・作曲・編曲：高瀬一矢
Sweet 〜恋しくて〜
1999年9月10日　収録作品：regret
作詞・作曲・編曲：高瀬一矢
One small day
1999年9月10日　収録作品：regret
作詞・作曲・編曲：高瀬一矢
新しい恋のかたち
1999年11月5日　収録作品：regret
作詞:魁／作曲：F-ACE／編曲：高瀬一矢
Grow me
2000年2月18日　収録作品：verge
作詞:永田善也／作曲・編曲：高瀬一矢
Two face
2000年3月24日　収録作品：verge
作詞：高瀬一矢、中沢伴行／作曲・編曲：高瀬一矢
RIDE
2000年4月21日　収録作品：verge
作詞・作曲・編曲：高瀬一矢
Take on your will
2000年4月21日　収録作品：verge
作詞・作曲・編曲：高瀬一矢
Over
2000年7月14日　収録作品：Dear Feeling
作詞：SAYUMI／作曲・編曲：高瀬一矢
Pure Heart 〜世界で一番アナタが好き〜
2000年7月28日　収録作品：verge
作詞：KOTOKO／作曲：高瀬一矢／編曲：中沢伴行
Color of Happiness
2000年11月24日　収録作品：I've 20th Anniversary E-VOX
作詞：門司／作曲・編曲：高瀬一矢
新しい恋のかたち（新録）
2003年5月2日　収録作品：ALMAサウンドトラック〜ずっと聴いて♪〜
作詞:魁／作曲：F-ACE／編曲：高瀬一矢

### KOTOKO TO AKI
prime
2000年12月29日　収録作品：Dear Feeling
作詞：KOTOKO／作曲・編曲：高瀬一矢
空より近い夢 Second track
2000年12月29日　収録作品：Dear Feeling
作詞・作曲・編曲:高瀬一矢
恋愛CHU！
2001年3月23日　収録作品：I've 20th Anniversary E-VOX
作詞：KOTOKO／作曲・編曲：中沢伴行
SAVE YOUR HEART
2001年5月25日　収録作品：I've 20th Anniversary E-VOX
作詞：KOTOKO／作曲・編曲：高瀬一矢
夏草の線路
2001年6月15日　収録作品：I've 20th Anniversary E-VOX
作詞：KOTOKO／作曲：高瀬一矢／編曲：中沢伴行
恋愛CHU！ 〜パラパラリミックス 1〜
2001年8月31日　収録作品：なし
作詞：KOTOKO／作曲：中沢伴行／編曲：C.G mix
恋愛CHU！ 〜パラパラリミックス 2〜
2001年8月31日　収録作品：なし
作詞：KOTOKO／作曲：中沢伴行／編曲：C.G mix

### TWINKLE
You're my treasure
2001年6月22日　収録作品：SHORT CIRCUIT
作詞：KOTOKO／作曲・編曲：高瀬一矢

#### AKI・KOTOKO・MELL・ならく・よっこQ
空より近い夢 〜ならQMix〜
2000年12月29日（C59）　収録作品：TRUSH VOX 2（同人CD）
作詞・作曲・編曲：高瀬一矢

## タイアップ一覧
| 曲名                                  | タイアップ                                                         | 時期   |
| ------------------------------------- | ------------------------------------------------------------------ | ------ |
| そよ風の行方                          | PCゲーム『Xchange2』オープニングテーマ                             | 1999年 |
| Sweet ～恋しくて～                    | PCゲーム『Sweet Palace』エンディングテーマ                         | 1999年 |
| One small day                         | PCゲーム『Sweet Palace』エンディングテーマ                         | 1999年 |
| 新しい恋のかたち                      | PCゲーム『Ribbon2』オープニングテーマ                              | 1999年 |
| Grow me                               | PCゲーム『いいなり』エンディングテーマ                             | 2000年 |
| Two face                              | PCゲーム『Baby Face』エンディングテーマ                            | 2000年 |
| Take on your will                     | PCゲーム『同心 ～三姉妹のエチュード～』オープニングテーマ          | 2000年 |
| RIDE                                  | PCゲーム『同心 ～三姉妹のエチュード～』エンディングテーマ          | 2000年 |
| Over                                  | PCゲーム『MAVERICK MAX』エンディングテーマ                         | 2000年 |
| Pure Heart ～世界で一番アナタが好き～ | PCゲーム『PureHeart 〜世界で一番アナタが好き〜』主題歌             | 2000年 |
| i.com                                 | PCゲーム『きゃんきゃんバニー6 ～i・mail～』オープニングテーマ      | 2000年 |
| Color of Happiness                    | PCゲーム『るなシーズン ～150分の1の恋人～』オープニングテーマ      | 2000年 |
| 恋愛CHU![a]                           | PCゲーム『恋愛CHU! -彼女のヒミツはオトコのコ?-』オープニングテーマ | 2001年 |
| SAVE YOUR HEART[a]                    | PCゲーム『注射器2』オープニングテーマ                              | 2001年 |
| 夏草の線路[a]                         | PCゲーム『Railway 〜ここにある夢〜』主題歌                         | 2001年 |
| You're my treasure[b]                 | PCゲーム『SPOTLIGHT ～羨望と欲望の狭間～』エンディングテーマ       | 2001年 |

- ^b 「TWINKLE」名義。